# Mabel's Nerve
Mabel's Nerve è un cortometraggio muto del 1914 diretto da George Nichols.

## Produzione
Il film fu prodotto dalla Keystone Film Company.

## Distribuzione
Distribuito dalla Mutual Film, il film uscì nelle sale cinematografiche il 16 maggio 1914.